# 高須賀宣
高須賀 宣（たかすか とおる、1966年 - ）は、日本の起業家。サイボウズ創業者。愛媛県松山市出身。広島工業大学工学部経営工学科卒業。

## 経歴
- 1990年 松下電工（現パナソニック電工）に入社。情報システム部門で社内ネットワークシステムの構築に携わる。
- 1996年 社内ベンチャー制度を利用しヴィ・インターネットオペレーションズを設立、取締役副社長に就任。
- 1997年 サイボウズを設立、代表取締役社長に就任。
- 2005年 サイボウズを退任。
- 2006年 米国オレゴン州ポートランドにルナー (LUNARR) を設立、最高経営責任者 (CEO) に就任。
- 2009年 LUNARRを清算[1]。